# Галлюциногены
Галлюциноге́ны (от лат. hālūcinor, форма ālūcinor — «говорить вздор», «бредить», «несбыточно мечтать» и др.-греч. γένεσις — «происхождение») — класс психоактивных веществ, вызывающих галлюцинации и вводящих в изменённые состояния сознания. Общей чертой, которая отличает галлюциногены от других видов психоактивных веществ, является способность изменять характер мышления, настроение и восприятие:212. Галлюциногены могут вызывать у здоровых людей после приёма такие расстройства восприятия и самосознания, как деперсонализация, дереализация, галлюциноз, иллюзии, а также вызывать нарушения процесса мышления. Три наиболее широко употребляемых и глубоко изученных галлюциногена — психоделики мескалин, ЛСД и псилоцибин:212.

## Наименование галлюциногенов
В медицинской литературе для наименования галлюциногенов используются такие термины, как «психомиметик», «психотомиметик», «психозомиметик» (от др.-греч. ψύχωσις «психоз» и μῑμητικός «подражающий»), «психодизлептик» или «психодислептик» (от др.-греч. ψυχή «душа», приставки δυσ- «плохо, неправильно» и ληπτικός «способный взять, воспринять»).

## История
Доказательство использования галлюциногенов в Древнем Египте было найдено в 2024 году профессором Университета Южной Флориды Давидом Танаси в результате изучения древнеегипетской чаши с изображением божества Бес из Художественного музея Тампы, которая использовалась 2000 лет назад в ритуалах возле пирамид в Гизе. Анализ соскоба со стенок чаши показал, что в ней находились психоделические вещества, биологические жидкости и алкоголь. Такой состав напитка говорит о его использовании в магическом обряде, связанном с деторождением, что подтверждают письменные источники и мифы о древнеегипетских ритуалах. Также в напиток добавляли мёд, семена кунжута, кедровые орехи, лакрицу и виноград.
Применение галлюциногенов зафиксировано со времён ацтеков, которые использовали мескалин (в виде высушенных кактусов пейотль) и псилоцибин (в виде галлюциногенных грибов) в своих религиозных обрядах. Фернандо Эрнандес в 1577 году изучал галлюциногенные растения, используемые ацтеками, и отметил употребление кактуса пейотля, псилоцибиновых грибов и семян вьюнков. Индейцы относились к испытываемым галлюцинациям как к оракулам, способным предсказывать будущее, советовать и помогать шаману в исцелении больных. Подобное использование галлюциногенов и сейчас присутствует среди индейцев Южной Америки.
В 1943 году химик Альберт Хофман, работавший в фирме Sandoz Laboratories (ныне слилась с Novartis International AG), случайно открыл ЛСД:212. Во время лабораторного эксперимента Хофман случайно просыпал мизерное количество ЛСД себе на руку. Этих микрограммов оказалось достаточно, чтобы «расширить сознание» и изменить восприятие. Он ярко почувствовал изменения в восприятии и мышлении, когда поехал с работы домой на велосипеде. Впоследствии он обнаружил возможность изменять состояние сознания микроскопическими дозами этого вещества (100 мкг уже́ сильно изменяют восприятие). Затем им были проведены сотни самостоятельных экспериментов с этим галлюциногеном.
В 1944 году была основана Церковь коренных американцев в США, которая проводят церемонии и обряды, легально используя галлюциногенный кактус пейотль. Основной догмат этой индейской церкви заключается в том, что «пейотль» священен, и они используют его в религиозных целях как средство общения с Великим Духом.
К началу 1950-х годов ЛСД пытались использовать врачи, психиатры (как для лечения психических расстройств, так и для моделирования экспериментальных психозов), психотерапевты (для улучшения памяти пациентам и облегчения эмоциональных расстройств:212), наркологи (для лечения алкоголизма и других зависимостей:212).
В начале 1960-х годов проводились исследования псилоцибина и ЛСД на добровольцах:213.
1965 — поворотный момент, Высшие федеральные органы государственной власти США запретили использование ЛСД:213 из-за опасности для здоровья граждан:213.
В 1960—1970 в СССР появился «астматол» в виде сигарет. Он состоял из листьев дурмана (6 ч.), листьев красавки (2 ч.), листьев белены (1 ч.) и натрия нитрата (1 ч.), и в виде сигарет продавался для лечения бронхиальной астмы. Эти растения содержат антихолинергические галлюциногены, поэтому токсикоманы делали из астматола настой и пили его, доводя себя до астматолового делирия. При этом физостигмин — антагонист атропина, им можно выводить из астматолового делирия:155.

## Правовой статус и запреты

Отношение возможности вхождения в зависимость к отношению обычной дозы к смертельной дозе психоактивных веществ

Галлюциногены запрещены в большинстве стран мира.
На примере кустарника ибога (лат. Tabernanthe iboga), из корня которого в 1901 году был выделен алкалоид ибогаин: при его употреблении человек начинал видеть «тени» и образы цветных и ярких объектов:17. В 1910 году этот алкалоид был запрещён, его исследования были прекращены:17. Как утверждает врач-нарколог Данилин А. Г., «Очевидно, европейское сознание в лице законодателей испугалось галлюцинаций, вызываемых корой ибоги. Причём испугалось настолько, что растение не стали даже изучать.»:17
Исследования диметилтриптамина (ДМТ) и ЛСД были также запрещены в 1960-х годах. Данилин А. Г. сделал предположение, что «европейская и американская культура снова „испугалась“ тех состояний сознания», к которым приводили психоактивные вещества:21.
Многие галлюциногены относительно безопасны для организма (хотя опасно их безнадзорное употребление и они могут вызвать бэд-трип) и редко склонны вызывать зависимость, в отличие от входящих в десятку самых вредных психоактивных веществ алкоголя и никотина. Тем не менее галлюциногены и психоделики запрещены. Некоторые исследователи рассматривают эти запреты как нарушение когнитивной свободы человека.

## Типы галлюциногенов
К галлюциногенам относятся психоделики, делирианты или холинолитики (антихолинергические галлюциногены).
Дополнительно:
- Амфетамины могут приводить к стимуляторному психозу с галлюцинациями.
- Мухомор красный обладает сильными галлюциногенными свойствами, связанными с содержащимися в нем иботеновой кислотой и мусцимолом. Иногда галлюциногенные  свойства ошибочно приписывают мускарину — алкалоиду класса М-холиномиметиков, также содержащемуся в мухоморах. Однако мускарин не способен преодолеть гематоэнцефалический барьер и оказать какое-либо влияние на ЦНС[12]. Мухомор широко используется шаманами Сибири в качестве энтеогена.

### Диссоциативы
Диссоциативы препятствуют прохождению сигналов из одного отдела мозга в другой, что приводит к сенсорной депривации и может вызвать галлюцинаторные видения.
Кроме галлюцинаций, диссоциативы могут вызывать и другие тяжёлые симптомы. Например, фенциклидин (PCP), помимо вызывания галлюцинаций, создаёт множество неприятных ощущений. До 5 мг: онемение конечностей, нарушение зрения, атаксия, дизартрия, нистагм, застывший взгляд:220. 5—10 мг: гиперрефлексия, тахикардия, гипертонус, гипертензия, потливость, лихорадка, гиперсаливация, рвота, мышечная ригидность:220. Более 20 мг: ступор, судороги, кома и в конце концов летальный исход:220. Могут возникнуть и другие нежелательные соматические симптомы.
Основными группами диссоциативных веществ являются антагонисты NMDA-рецепторов (кетамин, метоксетамин, декстрометорфан, ибогаин, фенциклидин) и агонисты κ-опиоидных рецепторов (сальвинорин A, активный компонент шалфея предсказателей, налбуфин).
Помимо них, выделяют следующие группы диссоциативных веществ:
- агонисты σ-опиоидных рецепторов;
- вещества, полученные из красных мухоморов;
- холинолитики (тропановые алкалоиды — атропин, скополамин и гиосциамин).

### Делирианты
Делирий в психиатрии — кратковременный экзогенный психоз, который характеризуется помрачением сознания, обильными галлюцинациями (со стороны всех органов чувств, чаще зрительных), парейдолиями, иллюзиями, бредовыми идеями, двигательным возбуждением, психосенсорными расстройствами, чувством страха (редко — эйфории):261. Могут наблюдаться и дезориентировка во времени и пространстве, метаморфопсии, нарушение схемы тела.
Употребление любого рода делириантов вредно. И холинолитики: атропин и скополамин — в высоких дозах производят галлюциногенный эффект. Например, дурман: содержащийся в нём атропин может привести к делирию. Достаточно 15—25 семян дурмана, чтобы вызвать атропиновый делирий. При конкретно атропиновом делирии также присутствуют крайне неприятные соматические симптомы: тахикардия, затруднения дыхания и глотания, судороги, атаксия, дизартрия, часто амнезия.
Димедроловый и циклодоловый делирии схожи, но при димедроловом делирии критическое отношение к галлюцинациям может утрачиваться и токсикоман может оказаться опасным для других людей:301.
Астматоловый настой вызывает делирий тяжелее циклодолового, отличающийся глубоким помрачением сознания, дезориентировкой в окружающем и беспомощностью:79. После окончания действия наблюдается амнезия (сохраняются лишь отрывочные смутные воспоминания о галлюцинациях):79.
Холинолитики: тригексифенидил (циклодол, см. злоупотребление циклодолом), дифенгидрамин (димедрол, см. злоупотребление димедролом).
Также существуют:
- антагонист мускариновых ацетилхолиновых рецепторов атропин
- антагонист мускариновых ацетилхолиновых рецепторов гиосциамин
- неспецифический мускариновый антагонист скополамин

Все они приводят не только к изменению восприятия, но и к крайне неприятным соматическим (телесным) симптомам и субъективно сильно нарушают сознание и психические функции. В большинстве случаев наблюдается амнезия на период интоксикации. При передозировке антихолинергические галлюциногены могут привести к угнетению дыхания, что, в свою очередь, приведёт к смерти.

### Психоделики
К психоделикам традиционно относят агонисты серотониновых рецепторов — например, 5-HT2A-рецепторов (самый известный серотониновый агонист — ЛСД), триптамины (ДМТ, псилоцибин, мескалин) и фенилэтиламины (семейства 2C, 25-NB).

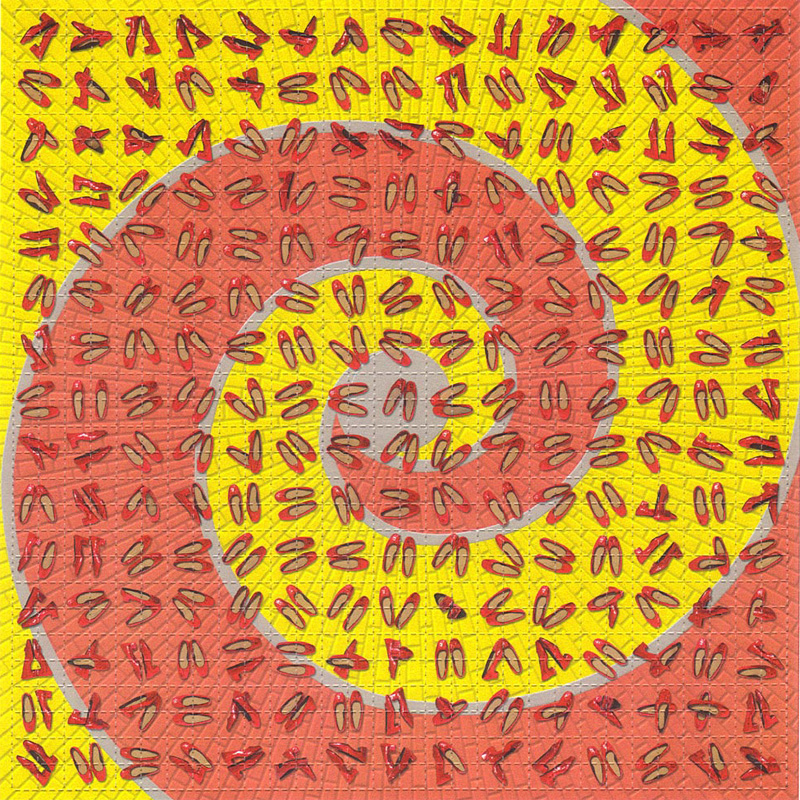
Марка «Рубиновые тапочки», содержащая ЛСД

## Критерии галлюциногенов
Некоторые исследователи относят к галлюциногенам также те психоделические вещества, воздействующие на серотониновые рецепторы 5-HT2, которые не вызывают галлюцинаций. При этом исследователи основываются на критериях «галлюциногенов», предложенных Л. Е. Холистером:
- по отношению к другим эффектам преобладают изменения в мыслях, восприятии и настроении;
- отрицательное воздействие на интеллект и память должно быть минимальным;
- общим эффектом вещества не должны быть ступор, наркоз или чрезмерная стимуляция;
- воздействие на вегетативную нервную систему должно быть минимальным;
- аддиктивное пристрастие должно отсутствовать.

В таком понимании термин «галлюциноген» используется наравне с терминами «психотомиметик» или «психомиметик», «психодислептик» и «психоделик», например для обозначения LSD. «Психотомиметик» и «психомиметик» — устаревшие названия, так как во времена их применения считалось, что эти вещества имитируют симптомы реальных психических расстройств (данная гипотеза была опровергнута). Название «галлюциногены» критикуется исследователями по причине того, что эта группа психоактивных веществ не только может вызывать расстройства восприятия — галлюцинации, но затрагивает и гораздо более тонкие и глубокие структуры психики:12.
Доктор медицинских наук профессор Гавенко В. Л. с соавторами выделили 4 основные группы галлюциногенов исходя из механизма действия:136:
- серотонергические — ЛСД, псилоцибин, мескалин;
- антихолинергические — атропин, скополамин, содержащиеся в мандрагоре, белене, белладонне, дурмане;
- диссоциативные анестезики — фенциклидин, кетамин;
- метиловые амфетамины — MDMA, MDA (хотя они и не вызывают галлюцинаций).

## Бэд-трипы и другие осложнения приёма
Наиболее типичным осложнением при приёме галлюциногенов является бэд-трип (с англ. — «скверное путешествие»), который может сопровождаться панической реакцией. Бэд-трип в некоторых случаях может быть опасен для жизни из-за потери контроля человека над своими действиями. При таких осложнениях приёма ЛСД, как галлюцинации, приступы паники или действие препарата, длящееся более 12 часов, может потребоваться фармакологическая терапия:218. Состояние тревожности и возбуждения можно устранить бензодиазепиновыми транквилизаторами (например, диазепамом, лоразепамом):218.
Галлюциногены могут усиливать у принявших их людей не проявлявшиеся ранее проблемы с психическим здоровьем, вызвать психический кризис у тех, кто к нему предрасположен. В частности, они способны вызвать длительное расстройство восприятия, включающее макропсию или микропсию, усиление цветовосприятия, геометрические галлюцинации и другие симптомы, которые не проходят после вывода галлюциногена из организма. Именно поэтому существуют некоторые ограничения, связанные с приёмом псилоцибина. Его запрещено смешивать с алкоголем и антидепрессантами, а так же принимать людям с историей психических заболеваний.
По мнению некоторых психиатров, галлюциногены могут провоцировать эндогенные психозы. Однако ещё нет достоверных научных доказательств, что галлюциногены или иные наркотические/психотропные вещества способы вызывать эндогенные психические расстройства (такие, как шизофрения или биполярное аффективное расстройство).
Психические и поведенческие расстройства в результате употребления галлюциногенов в Международной классификации болезней 10-пересмотра (МКБ-10) обозначаются кодом F16.

## Механизм действия галлюциногенов
Многие психоделики активны, так как являются аналогами серотонина и могут связываться с серотониновыми рецепторами мозга. ЛСД, например, — агонист рецепторов 5-HT1A, 5-НТ2А, 5-HT2C, 5-HT5A, 5-НТ5, 5-НТ6.
Диссоциативы декстрометорфан, фенциклидин (РСР, «ПиСиПи») и кетамин — антагонисты N-метил-D-аспартатного (NMDA) рецептора. Фенциклидин основные эффекты производит через рецептор возбуждающих аминокислот, блокировку NMDA-рецептора, являющегося подтипом глутаматного рецептора:219. В NMDA-рецепторе находится участок с высоким сродством к фенциклидину, который и является NMDA-рецепторным каналом:219. Фенциклидин блокирует нормальное движение катионов и действует как неконкурентный антагонист NMDA-рецептора:219. В научных кругах существует гипотеза о «лезии Олни», о том, что диссоциативы группы NMDA-агонистов вызывают необратимые повреждения мозга: см. нейротоксичность NMDA-антагонистов.
Делирианты, такие как атропин, апрофен (тарен), циклодол, блокируют м-холинорецепторы и н-холинорецепторы нейронов мозга. Атропин связывается с этими рецепторами, так как имеет схожесть с ацетилхолином.